# 오금철
오금철(吳琴鐵, 1947년 2월 24일 ~ )은 조선민주주의인민공화국의 군인 겸 정치가이다. 조선인민군 대장으로 인민군 총참모부 부총참모장 겸 당 중앙위원회 위원이다. 前 호위총국장 오백룡의 차남이며, 오금철의 동생 오철산은 조선인민군 해군사령부 정치위원을 맡고 있다.

## 경력
만경대혁명학원을 졸업했으며, 조선인민군에 입대하여 공군 비행사로 복무했다. 김책공군대학 그리고 소련공군아카데미를 졸업했으며, 1984년 공군 제7사단 참모장(상좌)를 거쳐 1987년 4월 공군 제3전단 부사령관(대좌)이 되었다. 1990년 소장 계급으로 공군 제3전단 사령관을 지냈다. 1991년부터 1992년까지 공군 및 반항공사령부 제1전단장을 역임했다.
1992년 4월 인민군 중장으로 진급한 이후 1995년 10월 인민군 상장으로 진급하여 공군사령관에 임명되었다. 2008년 4월 공군사령관직에서 물러났다. 현재는 인민군 총참모부 부총참모장이다. 2010년 9월, 조선로동당 중앙위원회 위원에 선임되었다.

## 최고인민회의 대의원
1992년 최고인민회의 제9기 대의원에 선출되었으며, 1998년 제10기와 2003년 제11기 대의원을 연이어 지냈다.

## 기타
2010년 조명록, 2011년 김정일 사망 당시에 국가장의위원회 위원을 맡았다.